# Цуриков, Афанасий Андреевич
Афанасий Андреевич Цуриков (1 (13) июня 1858 года — 23 мая 1922) — русский генерал от кавалерии.

## Биография
Православный. Из дворян Орловской губернии.
Образование получил в Орловском Бахтина кадетском корпусе. В 1876 году окончил Николаевское кавалерийское училище. Выпущен корнетом (ст. 10.08.1876) в лейб-гвардии Уланский полк. Участник русско-турецкой войны 1877—1878. Поручик (старшинство 12.04.1881).
В 1883 году Окончил Николаевскую академию Генерального штаба (по первому разряду). Штабс-ротмистр гвардии с переименованием в капитаны Генштаба (ст. 29.03.1883). Состоял при Харьковском военном округе. С 22 ноября 1883 — старший адъютант штаба 36-й пехотной дивизии. Старший адъютант штаба 8-й пехотной дивизии (16.03.-15.10.1885).
С 15 октября 1885 состоял для поручений при штабе Варшавского военного округа. Подполковник (ст. 05.04.1887). Со 2 апреля 1888 — старший адъютант штаба Варшавского военного округа. Цензовое командование эскадроном отбывал в лейб-гвардии Гродненском гусарском полку (17.04.1887-17.04.1888). Для ознакомления с общими требованиями управления и ведения хозяйства в кавалерийском полку был прикомандирован к лейб-гвардии Уланскому Его Величества полку (30.03.-30.09.1891). Полковник (пр. 1891; ст. 30.08.1891; за отличие).
С 28 января 1893 — начальник штаба 5-й кавалерийской дивизии. Состоял в распоряжении командующего войсками Московского военного округа (23.07.-16.09.1896). С 16 сентября 1896 — командир 51-го драгунского Черниговского полка. Генерал-майор (пр. 1901; ст. 26.03.1901; за отличие). С 26 марта 1901 — командир 2-й бригады 11-й кавалерийской дивизии. С 1 ноября 1902 — начальник штаба 10-го армейского корпуса.
Участник русско-японской войны. Прикомандирован к Главному Штабу (14.06.1905-20.02.1906). Генерал для поручений при генерал-инспекторе кавалерии (20.02.1906-18.01.1907). Командующий 15-й кавалерийской дивизией (18.01.-08.03.1907). Начальник 2-й кавалерийской дивизии (08.03.1907-02.01.1914). Генерал-лейтенант (1907).
Землевладелец в г. Карачев. В 1900 году занимался разведением лошадей. Женат на Ольге Евлампиевне Семичеве (Двоюродная сестра генерал-лейтенанта К. К. Истомина). Его брат Владимир также служил по кавалерии и был генерал-майором.

### Первая мировая война
Со 2 января 1914 — командир 24-го армейского корпуса, с которым вступил в Первую мировую войну; генерал от кавалерии (6 апреля 1914). Принимал участие в сражениях на реках Золотой и Гнилой Липе, под Городком. За бои 1-11 октября 1914 в Карпатах награждён орденом Святого Георгия 4-й ст. (ВП 03.02.1915). С 4 октября 1916 — командующий 10-й армией.
С 12 декабря 1916 командующий 6-й армией, управление которой было переброшено на Румынский фронт и получило в своё подчинение части расформированной Дунайской армии генерала В. В. Сахарова.
После Февральской революции одним из первых ввёл в своей армии комитеты и сотрудничал с ними. Несмотря на это, армия Цурикова сохраняла боеспособность дольше других, возможно, в силу удалённости Румынского фронта от центров революции. Во время Корниловского выступления занял позицию поддержки Временного правительства и на совещании 28 августа 1917 вместе с представителями комитетов подписал резолюцию, объявлявшую Корнилова изменником и требовавшую предания его суду.
По воспоминаниям Г. П. Софронова на требования главкомитета союза офицеров представить ему список большевиков армии Цуриков и его начштаба Радус-Зенкович ответили отказом.
После октябрьского переворота остался на своём посту. 11 декабря 1917 войска Центральной рады при поддержке румынского командования захватили Болград и установили контроль над штабом армии. После этого Цуриков фактически перестал быть командующим армией. С декабря 1917 находился в отставке. Жил в Одессе, крайне нуждался, зарабатывал на жизнь шитьём сапог.
В 1920 году добровольно вступил в РККА. В 1920 член Особого совещания при Главнокомандующем всеми вооружёнными силами республики. Включён в список Генштаба РККА от 07.08.1920. С марта 1921 инспектор кавалерии РККА. Затем — инспектор кавалерии штаба войск Украины и Крыма.
Умер в 1922 году в Москве. Похоронен на Ваганьковском кладбище.

## Награды
- Орден Святой Анны 4-й ст. (1878).
- Орден Святого Станислава 3-й ст. с мечами и бантом (1878).
- Орден Святой Анны 3-й ст. (1885).
- Орден Святого Владимира 4-й ст. (1887).
- Орден Святого Станислава 2-й ст. (1890).
- Орден Святой Анны 2-й ст. (1895).
- Орден Святого Владимира 3-й ст. (1899).
- Орден Святого Станислава 1-й ст. с мечами (1905).
- Орден Святой Анны 1-й ст. с мечами (1905).
- Золотое оружие «За храбрость» (ВП 04.03.1906)[7].
- Орден Святого Владимира 2-й ст. (06.12.1912).
- Орден Белого орла с мечами (06.12.1914).
- Орден Святого Георгия 4-й ст. (ВП 03.02.1915).
- Орден Святого Александра Невского с мечами (21.03.1916)[8]